# اکس‌ایز

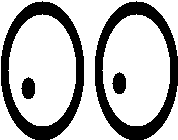

اکس‌ایز (به انگلیسی: xeyes) یک نرم‌افزار گرافیکی است که دو چشم بر روی صفحه نمایش نشان می‌دهد که حرکت مکان‌نما را دنبال می‌کنند، به گونه‌ای که انگار آن را تماشا می‌کنند. بر طبق صفحه راهنمای سامانه پنجره اکس، این برنامه اولین بار توسط جرمی هاکستیبل برای سیستم NewS نوشته شده و در سال ۱۹۸۸ در کنفرانس SIGGRAPH ارائه شد. سپس توسط کیث پاکارد برای سامانه پنجره اکس پورت شد. محبوبیت این برنامه به این خاطر است که در اکثر واسط‌های گرافیکی کاربر به صورت خوکار اجرا می‌شود. برنامه‌های مشابه زیادی برای سامانه پنجره اکس و حتی سیستم‌های دیگر مانند مایکروسافت ویندوز و جاوا نوشته شده‌اند. در صفحات راهنمای این برنامه نوشته شده که این برنامه کارهایی که توسط کاربر انجام می‌شود را به «رئیس» گزارش می‌کند.